# Asceua expugnatrix
Asceua expugnatrix är en spindelart som beskrevs av Rudy Jocqué 1995. Asceua expugnatrix ingår i släktet Asceua och familjen Zodariidae. Inga underarter finns listade i Catalogue of Life.